# Liogluta insignis
Liogluta insignis är en skalbaggsart som först beskrevs av Thomas Casey 1885.  Liogluta insignis ingår i släktet Liogluta och familjen kortvingar. Inga underarter finns listade i Catalogue of Life.